# Kongō Gumi
Kongō Gumi Co., Ltd. (株式会社金剛組, Kabushiki gaisha Kongō Gumi) é uma construtora japonesa, considerada a mais antiga companhia independente do mundo, que operou por mais de mil e quatrocentos anos até ser adquirida como subsidiária pelo Takamatsu Construction Group em 2006. Com sede em Ósaca, esta empresa familiar foi fundada em 578, quando o príncipe Shōtoku Taishi trouxe vários membros da família Kongō de Baekje ao Japão, para construir o templo budista Shitennō-ji, onde decidiram criar o seu próprio negócio. Ao longo dos séculos, Kongō Gumi participou na construção de muitos edifícios famosos, incluindo o Castelo de Ósaca do século XVI.

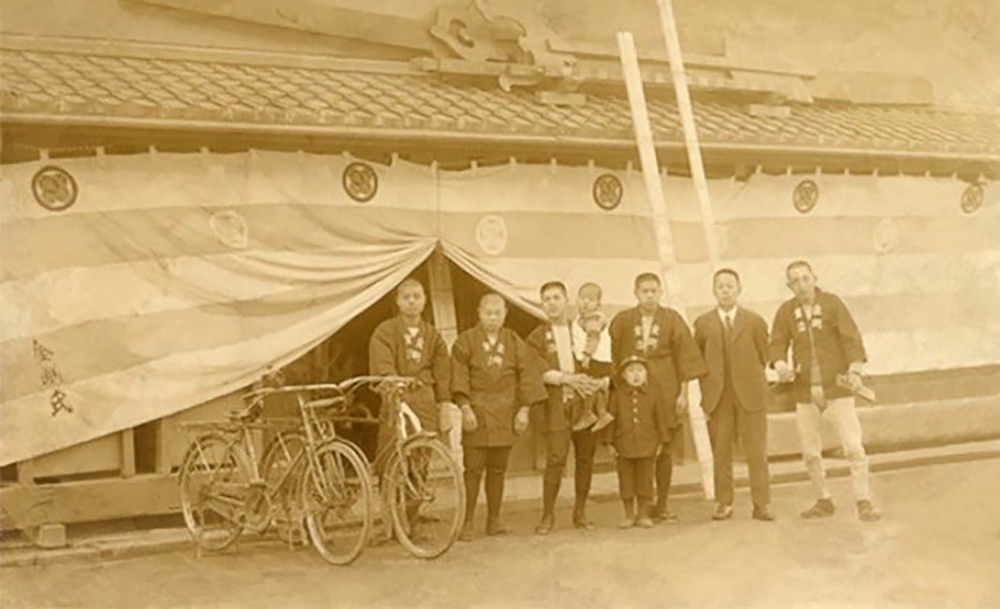
Funcionários da Kongō Gumi, no início do século XX.

Um pergaminho de três metros de comprimento do século XVII retrata as quarenta gerações da família que remontam ao começo da empresa. Assim como acontece com muitas famílias japonesas ilustres, os genros muitas vezes se uniam ao clã e assumiam o apelido Kongō. Assim, ao longo dos anos, a linhagem continuou quer através dos filhos, quer através das filhas.
A empresa declarou falência em janeiro de 2006 e foi comprada pelo Takamatsu Construction Group. Antes de entrar em liquidação, a empresa tinha mais de cem funcionários e uma faturação anual de 7,5 bilhões de ienes (cerca de setenta milhões de dólares estado-unidenses) em 2005. Era especializada na construção dos templos budistas e o seu último presidente foi Masakazu Kongō, o quadragésimo Kongō que dirigiu a empresa. Em dezembro de 2006, Kongō Gumi continuou a operar como uma subsidiária integral do Takamatsu.